# واش وستمورلند
واش وستمورلند (انگلیسی: Wash Westmoreland؛ زادهٔ ۴ مارس ۱۹۶۶) که با نام واش وست نیز شناخته میشود کارگردان و فیلم‌نامه‌نویس اهل انگلستان است.

## فیلم‌شناسی
- The Fluffer (۲۰۰۱)
- Gay Republicans (۲۰۰۴)
- Quinceañera (۲۰۰۶)
- روزهای پایانی رابین هود (۲۰۱۳)
- هنوز آلیس (۲۰۱۴)
- کولت (۲۰۱۸)
- Earthquake Bird (۲۰۱۹)